# Deutschunterricht

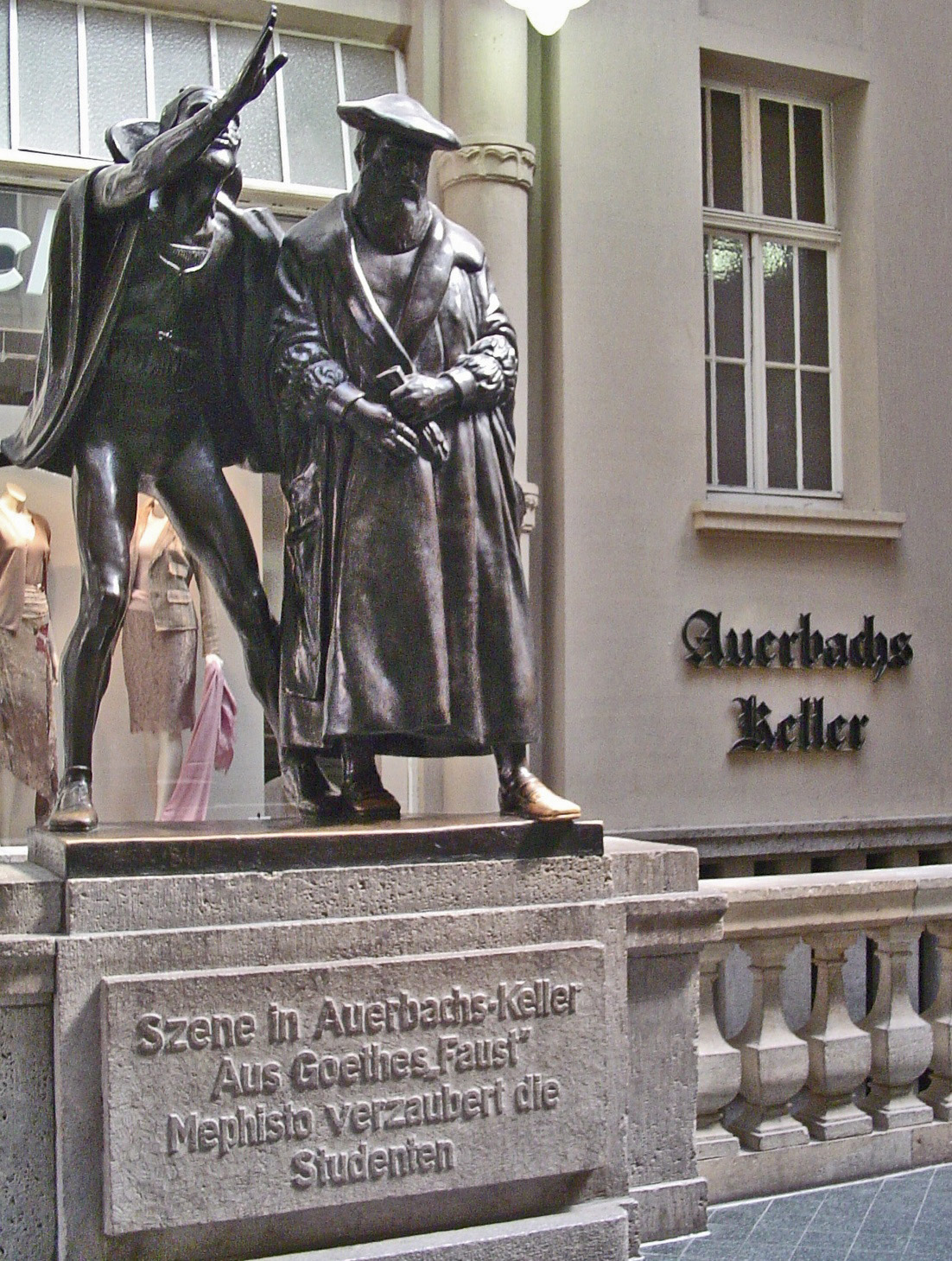
Beliebte Schulliteratur im Deutschunterricht: Faust, Szene vor Auerbachs Keller in Leipzig, Plastik von Mathieu Molitor

Der Deutschunterricht dient der Entwicklung der Lese-, Schreib-, Sprech- und Hörverstehenskompetenz in der deutschen Sprache. Auf höherem Niveau beabsichtigt er traditionell besonders die Entwicklung der Fähigkeit, deutschsprachige Literatur sowie ins Deutsche übersetzte Weltliteratur zu verstehen (literarische Bildung bzw. literarische Kompetenz), sowie die Fähigkeit, selbständig zusammenhängende und argumentativ schlüssige Texte zu verfassen (Schreibkompetenz).
„Deutschunterricht vermittelt auf die deutsche Sprache, Literatur und andere Medien bezogene Kompetenzen an Bildungsinstitutionen, in denen Deutsch eine bzw. die Amts- oder zumindest Verkehrs- und übliche Unterrichtssprache ist.“ Allerdings wird unter der Bezeichnung „Deutschunterricht“ eine Vielzahl von Unterrichtsformen zusammengefasst, die sich hinsichtlich ihrer Lernziele und ihrer didaktischen Konzepte erheblich unterscheiden können. Was unter „Deutschunterricht“ jeweils verstanden wird, hängt unter anderem davon ab, an welche Zielgruppe sich der Unterricht richtet. Grundlegend für Ziele und Methoden ist traditionell die Unterscheidung von muttersprachlichem und fremdsprachlichem Deutschunterricht. Mit Rücksicht auf Lernende nichtdeutscher Muttersprache ist aber auch die Unterscheidung zwischen Erst- und Zweitsprache Deutsch aktuell sehr wichtig. Durch den aufweisenden Anstieg der Qualität des Unterrichts wird es ausländischen Mitbürgern einfacher gemacht, sich zu integrieren. 

## Muttersprachlicher Deutschunterricht

### Der vorschulische, muttersprachliche Deutschunterricht
Bereits vor der Schulzeit werden mit den Kindern einfache Übungen zum Erlernen der deutschen Sprache durchgeführt. Darunter fällt beispielsweise die phonologische Bewusstheit.
Dazu gehören folgende Lernspiele und Übungen:
- das Verfeinern der Lautwahrnehmung durch Lauschspiele,
- das Trainieren der Artikulation,
- das Bilden von Reimen,
- das Gliedern von Wörtern in Sprechsilben,
- Übungen zur deutlichen Aussprache,
- das Verstehen erster Begriffe der deutschen Sprache, wie zum Beispiel „Wort“ oder „Satz“

Diese und weitere wichtige Aspekte werden sowohl in der Vorschule als auch in der ersten Jahrgangsstufe trainiert.

### Schulischer muttersprachlicher Deutschunterricht im deutschsprachigen Raum

#### Inhalte
Der elementare Schreibunterricht erfolgt in Deutschland seit den 1980er Jahren nach Maßgabe von Hans Brügelmanns Werk Kinder auf dem Weg zur Schrift (1983).
Neben Grundwissen (Grammatik) und Grundfertigkeiten wie Lesen, Schreiben und Reden in deutscher Sprache wird an vielen Schulen in den höheren Klassen auch ein Einblick in die deutsche Literatur, rhetorische Fähigkeiten, Kenntnis verschiedener Textarten bzw. Textsorten, Textanalyse und Textinterpretation vermittelt. Auch wird die Fähigkeit der Auseinandersetzung mit anderen über Themen und Probleme in Gespräch und Diskussion vermittelt sowie diejenige, Zuhörern adressatenorientiert Inhalte und Zusammenhänge zu vermitteln (Referate halten). Mediale Aspekte dieser Fähigkeit betonend, spricht man in diesem Zusammenhang auch von „Präsentationskompetenz“.

##### Arbeit mit literarischen Texten
In den höheren Klassenstufen, besonders in der gymnasialen Oberstufe, steht im Mittelpunkt des Deutschunterrichts traditionell die Arbeit mit literarischen Texten, insbesondere deren Interpretation im Sinne der Hermeneutik. Dabei können im schulischen Deutschunterricht, ebenso wie in entsprechenden Universitätsstudiengängen, viele verschiedene literaturwissenschaftliche Schulen und Richtungen vorgestellt werden, wie New Criticism, Dekonstruktivismus, Strukturalismus, Poststrukturalismus, Rezeptionsästhetik, werkimmanente Interpretation, Literatursoziologie und marxistische Literaturtheorie.

##### Kritik am traditionellen Deutschunterricht
Die schärfste Kritik an der Praxis, in den Mittelpunkt des schulischen (ebenso wie des universitären) Literaturstudiums die Textinterpretation zu stellen, hat der Literaturtheoretiker Siegfried J. Schmidt vorgebracht. Schmidt beanstandet vor allem den eklektischen Umgang mit literaturwissenschaftlichen Methoden, die nach seiner Auffassung eine Pluralität ohne theoretisch fundierte Systematik bilden. Literaturwissenschaftler und -lehrende können aus dieser „Methodenrevue“ nur willkürlich herausklauben, was gerade passend erscheint. Da keine der gebräuchlichen Methoden auf Intersubjektivität und rationale Argumentation hin orientiert sei, rücken Macht und Wissen – etwa bei Prüfungen – in gefährliche Nähe. Der Expertenanspruch, mit dem Literaturwissenschaftler Aussagen über „literarische Texte“ und deren Verhältnis zu Aspekten von Gesellschaft machen, führe dazu, dass solche Aussagen gelegentlich erhebliche gesellschaftliche Relevanz gewinnen (vgl. z. B. die Rolle der Germanistik im Nationalsozialismus). Schmidt argwöhnt, dass die Literaturinterpretation (als Ermittlung der richtigen Textbedeutung), wie sie in Schule und Universität gepflegt werde, primär als Spur akademischer Qualifikations- und Selbstbehauptungsattitüden zu klassifizieren sei. Insbesondere unterstütze sie nicht den Gewinn von Erkenntnissen, die über die Literaturwissenschaft hinaus von Nutzen sein können, und trainiere auch keine andere Fähigkeit als die zur Interpretation literarischer Texte.

#### Neuausrichtung des Deutschunterrichts seit 2001

##### Allgemeines
Besonders durch den Druck der Ergebnisse der 2001 veröffentlichten ersten PISA-Studie wurden im Fach Deutsch die Rahmenlehrpläne in ihren Zielen und Schwerpunkten neu ausgerichtet: Die durch PISA, IGLU (PIRLS) und vergleichbare Studien offengelegten Lesekompetenzschwächen haben zu einer Abwertung formaler Bildung und zu einer Betonung funktionaler Bildung geführt. So sehen die Lehr-/Bildungspläne aller Bundesländer heute die Förderung von „Kompetenzen“ als zentrales Moment des Deutschunterrichtes und der Deutschdidaktik vor, unterstützt von den nationalen Bildungsstandards der Kultusministerkonferenz (KMK). Dies setzt gänzlich andere Akzente als die bisherige Vorstellung, dass formale Fähigkeiten wie Grammatik und Rechtschreibung sowie fachliche Kenntnisse (z. B. über Literaturgeschichte) bedeutende Gegenstände des Unterrichtes sein müssten – diese sind damit nicht aus dem Unterricht getilgt, aber in Kompetenzbereiche eingebettet und in einem Unterricht zu vermitteln, der Fähigkeiten selbständigen Problemlösens fördert und einer neuen „Aufgabenkultur“ (Juliane Köster) folgt. Im Literaturunterricht geht dies einher mit einer Vielfalt handlungs-, produktions- und projektorientierter Verfahren (Texte umschreiben, inszenieren, medial adaptieren usw.), im Schreibunterricht mit der zunehmend wichtigen Erschließung von Themen und Problemen durch „materialgestützte Aufgaben“. Von hoher Bedeutung sind heute die Medien – von neuen Entwicklungen in den „alten“ Printmedien (z. B. Graphic Novel) über die audiovisuellen bis zu den digitalen Medien.

##### Kompetenzen
Kompetenzen sind demnach:
- vom Lernenden selbst erarbeitet und konstruktiv anwendbar,
- im Unterschied zu deklarativem Wissen nicht kurzfristig, sondern nur in länger andauernden Lernprozessen entwickel- bzw. erwerbbar,
- transferierbar, sodass die Kompetenzen sich in Tätigkeiten zeigen, die Schüler an neuen Texten oder Problemen ausführen,
- bereichsspezifisch auf die Domänen Lesen, Schreiben, Kommunikation und Reflexion über Sprache verteilt (in der Didaktik werden diese Kompetenzbereiche als „die 4 Säulen des Deutschunterrichtes“ bezeichnet, nach Heiner Willenberg u. a.),
- mit Inhaltsaspekten der jeweiligen Domäne versehen; zur Kompetenz gehört also ein Wissenskanon, der Kenntnisse von Fakten, Regeln, Gesetzen und Definitionen umfasst.

Damit Schüler Kompetenzen ausbilden können, müssen diese eigenständiger im Lernprozess agieren. Sogenannte Lernstrategien werden (v. a. im Rechtschreib- und Leseunterricht) vermittelt und geübt, die Schülertätigkeit gewinnt insgesamt an Bedeutung.

### Muttersprachlicher Deutschunterricht im nicht-deutschsprachigen Raum
Im nicht-deutschsprachigen Raum erhalten deutsche Muttersprachler, also z. B. Migrantenkinder, an den öffentlichen Schulen meist keinen Deutschunterricht. In vielen Ländern bestehen darum deutsche Auslandsschulen. Besonders dicht ist das Netz deutscher Auslandsschulen u. a. in Spanien, wo an 11 Standorten insgesamt 6.383 Kinder unterrichtet werden.
Da die meisten der im nicht-deutschsprachigen Raum aufwachsenden deutschen Muttersprachler an ihrem Wohnort keine deutsche Schule zur Verfügung haben, erlernen viele dieser Kinder das deutsche Lesen und Schreiben per Haus- oder Fernunterricht. Kostenpflichtige Fernlehrgänge im Fach Deutsch werden u. a. von der Deutschen Fernschule in Wetzlar und der ILS in Hamburg angeboten.

## Fremdsprachlicher Deutschunterricht

### Schulischer fremdsprachlicher Deutschunterricht und Unterricht in „Deutsch als Zweitsprache“ im deutschsprachigen Raum
Deutsch als Fremdsprache (DaF) wird in den deutschsprachigen Ländern und außerhalb unterrichtet. DaF-Unterricht findet nicht nur an öffentlichen und allgemeinbildenden Schulen, sondern auch an Privatschulen oder Universitäten statt. Davon zu unterscheiden ist Unterricht in Deutsch als Zweitsprache (DaZ), ein an allgemeinbildenden Schulen zunehmend wichtiger Bereich: Kinder und Jugendliche mit Migrationsgeschichte, die in einer (in ihren oft nicht monolingualen Herkunftsländern nicht selten auch mit zwei) anderen Sprache(n) sozialisiert wurden, werden mit zunächst oft wenig Deutschkenntnissen beschult, wodurch nicht selten Klassen mit Lernenden sehr heterogener sprachlicher Herkunft und Kompetenz entstehen. DaZ-Unterricht braucht didaktische Konzepte, die dieser Tatsache Rechnung tragen, und kann nicht (wie der DaF-Unterricht) ein bestimmtes Kompetenzniveau voraussetzen bzw. die Lernenden nach sprachlichen Niveaus einteilen.

### Fremdsprachlicher Deutschunterricht im nicht-deutschsprachigen Raum

#### Vereinigte Staaten
In den Vereinigten Staaten wird Deutsch als Fremdsprache meist erst in der High School, d. h. in den Klassenstufen 9–12, gelehrt. 38 % aller öffentlichen High Schools bieten dieses Fach an. Nach Spanisch und Französisch ist Deutsch die an US-amerikanischen Highschools am dritthäufigsten gelehrte Fremdsprache.
Auch an US-amerikanischen Hochschulen zählt Deutsch zu den populärsten Fremdsprachen. Die Zahl der Studenten, die einen entsprechenden Kurs besuchen, beträgt derzeit etwa 94.260.